# Nikiszowiec
Nikiszowiec é um bairro e assentamento que faz parte do distrito administrativo de Janów-Nikiszowiec da cidade de Katowice. Inicialmente foi o assentamento da mina de carvão Giesche construída nas terras da mansão Gieschewald (Giszowiec) entre 1908-1918 pela iniciativa mineira-metalúrgica Georg von Giesches Erben.
É constituído por um complexo de nove blocos residenciais em alvenaria com vários detalhes arquitetónicos, incluindo a igreja neobarroca de São Pedro. Ana. Nikiszowiec, assim como a vizinha Giszowiec. O distrito está localizadao na Trilha dos Monumentos Industriais da Voivodia da Silésia. O traçado urbanístico e espacial do património operário foi inscrito no registo de monumentos imóveis em 1978, e em 2011 passou a ser um dos monumentos históricos.
Em 1947, o distrito passou a fazer parte de Szopienice. Em 1960, tanto Szopienice quanto Nikiszowiec foram incorporados a Katowice.